# So Lonely (chanson de Twista et Mariah Carey)
Pour l’article homonyme, voir So Lonely.
Singles par Twista
Hit the Floor
(2005) Spit Your Game
(2006)
Singles par Mariah Carey
Don't Forget About Us
(2005) Say Somethin'
(2006)
So Lonely est une chanson de Twista en collaboration avec Mariah Carey. Elle a été écrite par Carey et Rodney Jerkins puis produite par ce dernier. Il est le troisième single de l'album The Day After.